# Diaľnica D4
Die Diaľnica D4 ist eine Autobahn im Südwesten der Slowakei. Im Endausbau soll sie den 48 km langen äußeren Autobahnring von Bratislava, auch Null-Ring (slowakisch nultý okruh) bilden, mit Anfang am Grenzübergang Jarovce-Kittsee (Anschluss an die österreichische Nordost Autobahn A6) und Ende am geplanten Grenzübergang Devínska Nová Ves-Marchegg (Anschluss an die ebenfalls geplante Marchfeld Schnellstraße S8). Sie soll somit die slowakische Hauptstadt vom Süden, Osten und Norden her umschließen.
Derzeit sind ein 29 km langer Abschnitt vom Grenzübergang Jarovce zur Anschlussstelle Bratislava-Rača sowie ein 3 km langer einbahniger Zubringer zwischen Stupava und Devínska Nová Ves in Betrieb. Die übrigen Teilstrecken befinden sich noch in der Planungsphase.
Bis zum 1. August 2024 unterlag die Gesamtheit der gebauten Autobahn der slowakischen Vignettenpflicht. Seither darf sie ohne Vignette benutzt werden, mit der Ausnahme der Teilstrecke Grenzübergang Jarovce-Kittsee (0) – Autobahnknoten Bratislava-Jarovce (2).

## Geschichte
Mit dem Bau wurde 1996 begonnen und der erste Abschnitt wurde im Juni 1999 eröffnet. Es handelt sich um eine 2 km lange Verbindung zwischen der österreichischen Grenze und Jarovce, wo sich der Anschluss an die Diaľnica D2 und eine kurze Verlängerung in den Ort Jarovce befindet. Zur Planungs- und Bauphase trug diese Teilstrecke die Nummer D61, erhielt aber 1999 nach der Umnummerierung des slowakischen Autobahn- und Schnellstraßennetzes die Nummer D4. Der Anschluss im Westen bestand zuerst aus einem einbahnigen Zubringer zur B 50 bei Kittsee, die Nordost Autobahn A6 in Richtung Wien am 19. November 2007 eröffnet wurde. Nach dem Regierungsbeschluss 162/2001 war dieses Teilstück die Gesamtheit der D4, ein möglicher Autobahnring von Bratislava war lediglich in der langfristigen Planung vorgesehen. Dies änderte sich durch Regierungsbeschluss 882/2008, der die verlängerte Trasse der D4 über Jarovce, Ivanka pri Dunaji und Záhorská Bystrica zur österreichischen Grenze bei Devínska Nová Ves festgestellt hatte.

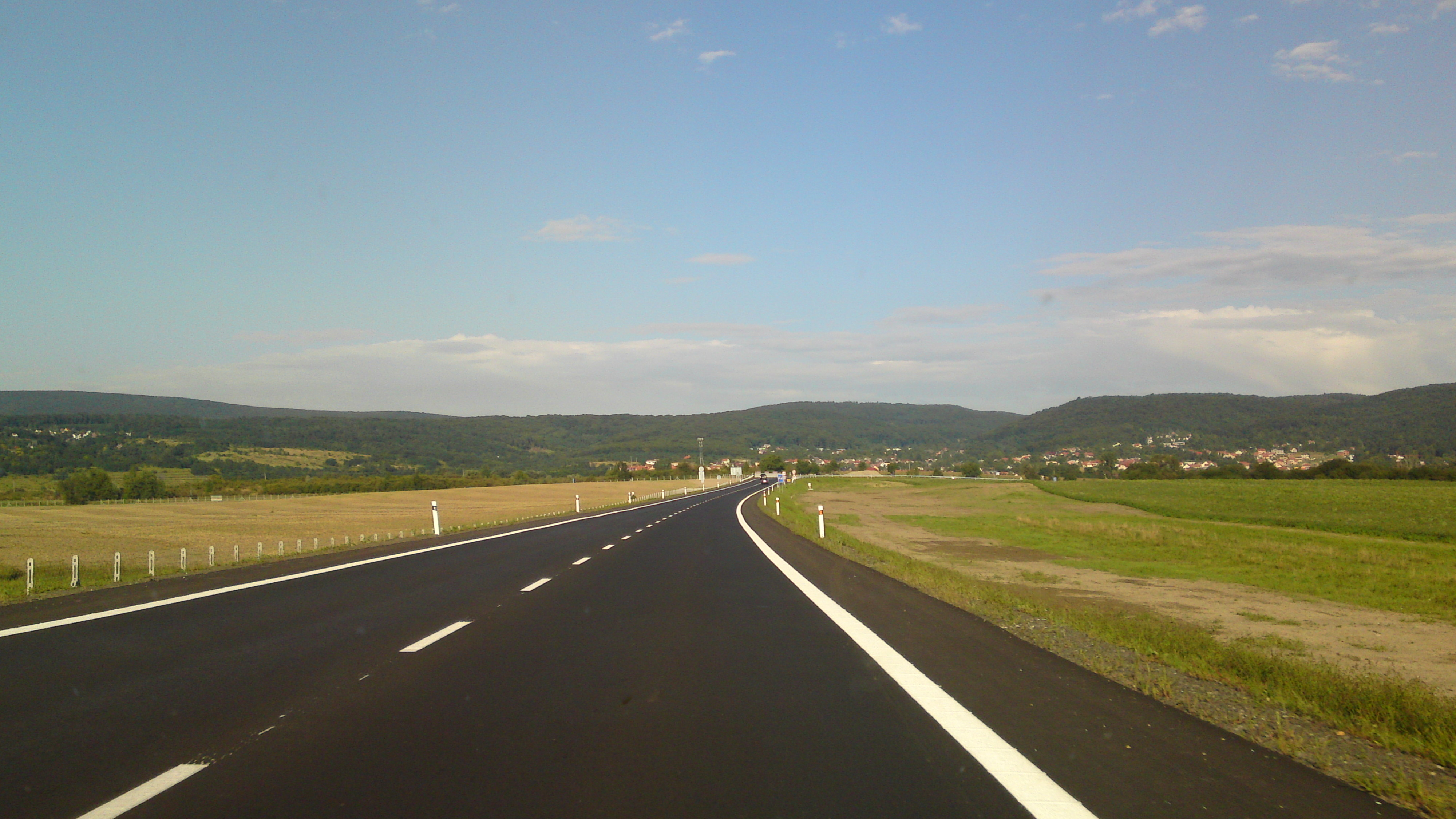
Zubringer bei Stupava

Ein 3 km langes Teilstück, der als Zubringer zur Diaľnica D2 bei Stupava und Devínska Nová Ves dient, wurde am 1. August 2011 dem Verkehr freigegeben. Dieser ist nur einbahnig und als Autostraße ausgewiesen und der Knoten mit der D2 ist mit Ausnahme einer Direktverbindung von Norden nach Westen nur an der Südhälfte gebaut, also als Teilkleeblatt ausgeführt.

### PPP-Projekt

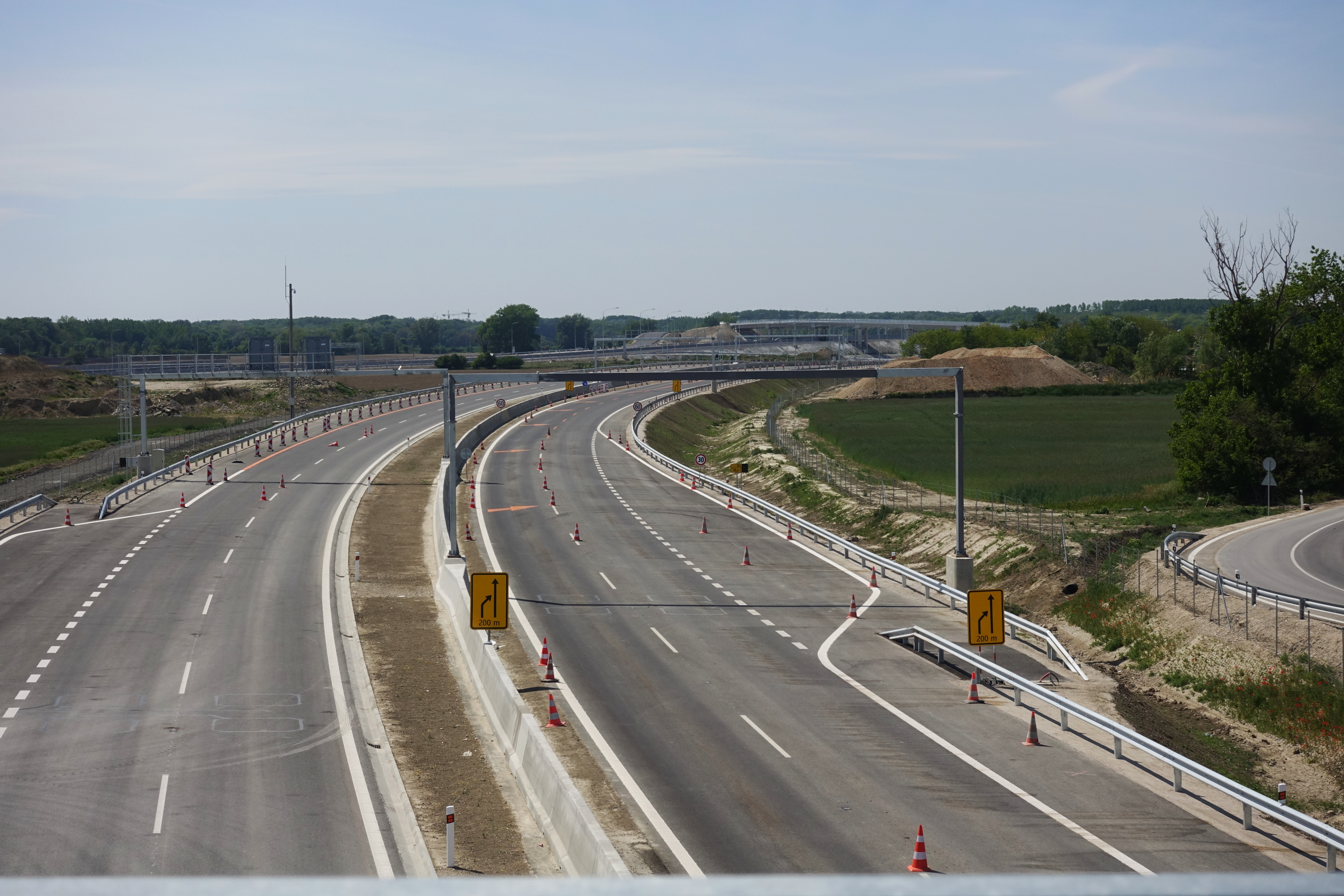
Autobahnabschnitt zwischen der Raststätte Rovinka und dem Autobahnkreuz Bratislava-juh, hier zwei Monate vor der Eröffnung

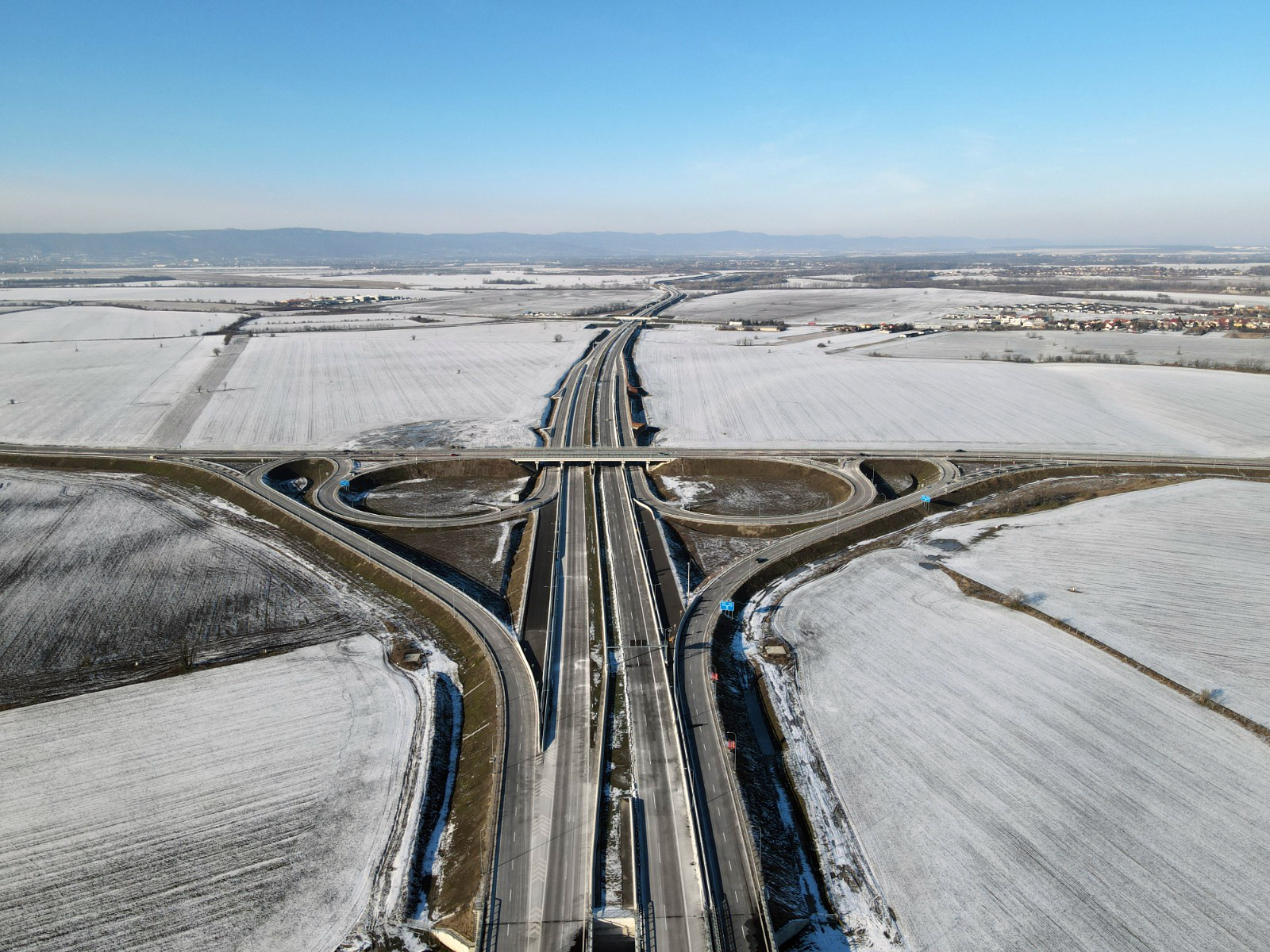
Anschlussstelle Bratislava-Vrakuňa

Der 27 km lange Abschnitt Bratislava-Jarovce–Ivanka pri Dunaji–Bratislava-Rača, zusammen mit der Schnellstraße R7 von Bratislava-Prievoz bis Holice (32,1 km) wurde im Rahmen eines PPP-Projekts gebaut, mit fünf neuen Anschlussstellen, zwei Autobahnknoten bei Bratislava-Ketelec (mit der R7) und Ivanka pri Dunaji (mit der D1), dazu wurde der bereits bestehende Autobahnknoten Jarovce mit der D2 vervollständigt. Langfristiger ist noch eine zusätzliche Anschlussstelle bei Zálesie vorgesehen. Die Donau sowie ein Teil des Landschaftsschutzgebietes Dunajské luhy werden mit einer etwa 2,9 km langen Brücken- und Hochstraßenkombination überquert. Als Teil des Projekts wurde eine große beidseitige Raststätte bei Rovinka errichtet.
Das vom spanischen Cintra, österreichischen Porr und australischen Macquarie Capital gebildete Konsortium Obchvat Nula erhielt im Dezember 2015 den Zuschlag für das zweite slowakische PPP-Autobahnprojekt, das die o. g. Strecken der D4 und R7 umfasst. Ursprünglich sollte der Vertragsabschluss noch vor der Parlamentswahl im März 2016 stattfinden, wurde aber erst am 20. Mai 2016 in einem Feierakt in Šamorín durchgeführt. Zum Vertragsabschluss wurde eine fixe jährliche Zahlung von 56,72 Millionen Euro für 30 Jahre vom slowakischen Staat berechnet, somit belief sich der Gesamtwert des Projekts auf etwa 1,89 Milliarden Euro unter Berücksichtigung von Inflation und Zinsen. Nach Angaben des Verkehrsministers Roman Brecely vom Juni 2016 beträgt der Gesamtwert nach Finanzierungsabschluss nunmehr etwa 1,76 Milliarden Euro. An der Finanzierung beteiligt sich unter anderen die EIB mit einem Kredit in Höhe von 426 Millionen Euro. Der offizielle Baubeginn war am 24. Oktober 2016.
Als erster Teil des ganzen Projekts wurde die fünf Kilometer lange Ortsumgehung von Most pri Bratislave im Zuge der Straße 2. Ordnung 572 am 26. September 2019 eröffnet, die an der Anschlussstelle Bratislava-Vrakuňa mit der Autobahn verbunden ist. Der erste Teil der Autobahn selbst sollte im März/April 2020 dem Verkehr freigegeben werden und zwar zwischen dem Autobahnkreuz Bratislava-juh (vorher Ketelec) und der Anschlussstelle Podunajské Biskupice (4,5 km), zusammen mit dem Abschnitt der R7 zwischen Ketelec und Holice. Die Freigabe fand schließlich am 19. Juli 2020 statt. Am 8. November 2020 wurde die anschließende 3,5 km lange Strecke Podunajské Biskupice–Vrakuňa eröffnet. Im Jahr 2021 begannen die Freigaben mit der 7,1 km lange Strecken von Vrakuňa bis zur Anschlussstelle Bratislava-východ bei Ivanka pri Dunaji am 11. Februar. Weiter folgte am 5. September 2021 der kurze, ungefähr 2,4 km lange Abschnitt Vajnory–Rača, am 26. September 2021 dann die 4,3 km lange Strecke zwischen der Anschlussstelle Bratislava-Petržalka und dem Autobahnknoten Bratislava-juh, inklusive der fast 3 km langen Donauüberquerung (Lužný most). Am 3. Oktober 2021 wurde der 2,2 km lange Abschnitt vom Autobahnkreuz Bratislava-Jarovce zur Anschlussstelle Bratislava-Petržalka eröffnet, der letzte 3 km lange Teil von der Anschlussstelle Bratislava-východ zur Anschlussstelle Bratislava-Vajnory ist seit dem 13. November 2021 befahrbar. Auch nach der Gesamtfreigabe war allerdings das Autobahnkreuz Bratislava-východ mit der D1 nicht nutzbar und blieb zuerst im halbfertigen Zustand. Die Fertigstellung des Autobahnkreuzes wird für das Spätjahr 2025 erwartet. Die ersten zwei Rampen gingen im Spätnovember 2024 in Betrieb.

## Ausbaupläne
Zur Vervollständigung des Autobahnrings fehlen derzeit noch etwa 16 Kilometer.
Im weiteren Verlauf ist eine Schließung des Autobahnrings Richtung Devínska Nová Ves geplant. Durch die Kleinen Karpaten soll der fast 12 km lange Tunnel Karpaty entstehen.

## Abschnitte
| Abschnitt                                                                 | Länge     | Baubeginn  | Inbetriebnahme                                     |
| ------------------------------------------------------------------------- | --------- | ---------- | -------------------------------------------------- |
| Grenze AT/SK (Kittsee–Jarovce) – Bratislava, Jarovce                      | 2,000 km  | 1996       | Juni 1999                                          |
| Bratislava, Jarovce – Bratislava, Petržalka                               | 27,000 km | 2016       | 3. Oktober 2021                                    |
| Bratislava, Petržalka – Bratislava-juh                                    | 27,000 km | 2016       | 26. September 2021                                 |
| Bratislava-juh – Bratislava, Podunajské Biskupice                         | 27,000 km | 2016       | 19. Juli 2020                                      |
| Bratislava, Podunajské Biskupice – Bratislava, Vrakuňa                    | 27,000 km | 2016       | 8. November 2020                                   |
| Bratislava, Vrakuňa – Bratislava-východ                                   | 27,000 km | 2016       | 11. Februar 2021                                   |
| Bratislava-východ – Bratislava, Vajnory                                   | 27,000 km | 2016       | 13. November 2021 (ohne Verknüpfung von D1 und D4) |
| Bratislava, Vajnory – Bratislava, Rača                                    | 27,000 km | 2016       | 5. September 2021                                  |
| Bratislava, Rača – Bratislava, Záhorská Bystrica                          | 12,430 km | ????       | ????                                               |
| Bratislava, Záhorská Bystrica – Bratislava, Devínska Nová Ves             | 3,025 km  | April 2009 | 1. August 2011 (Halbausbau)                        |
| Bratislava, Devínska Nová Ves – Grenze SK/AT (Devínska Nová Ves–Marchegg) | 3,570 km  | ????       | ????                                               |